# Día D (programa de televisión de Perú)
Día D es un programa de televisión peruano, producido por la cadena ATV. Se basa en reportajes de crónicas sociales del Perú. En sus inicios fue conducido por Nicolás Lúcar (2005-2009). Es conducido por Pamela Vértiz.

## Historia
Es creado el 9 de octubre de 2005, con parte del equipo de La revista dominical, bajo la conducción de Nicolás Lúcar hasta 2009. Cuando el periodista deja el canal para fundar su dominical en Frecuencia Latina con el nombre de Punto final, entra a la conducción Pamela Vértiz. Después de dejar el programa de reportajes Reporte semanal (del canal 2 de Lima).
El programa se centra en crónicas sociales y se aleja de las tradicionales dominicales centradas en destapar al Gobierno, e incluye entrevistas en exclusiva con personalidades del mundo del espectáculo y policial. Su propósito es «dar voz y hacer justicia» a sus entrevistados. Se emite después de Nunca más, programa de telerrealidad que ocupa el mismo horario que los dominicales en el resto de canales de señal abierta. El equipo de Vértiz está compuesto por reporteros de otros programas de ATV.
En 2012, comienza a transmitirse en simultáneo con la señal de la cadena ATV+ hasta 2015.
En 2013, es elegido como mejor programa informativo según la encuesta realizada por el portal Perú.com.
En 2014, el programa se lanza oficialmente en alta definición.
Desde 2017, el programa comienza a retransmitirse en la cadena ATV+ los lunes a la medianoche (posterior a los días domingos).

## Presentadores
- Nicolás Lúcar (2005-2009)
- Pamela Vértiz (2009-presente)

## Temporadas
| Temporada | Temporada | Episodios | Episodios | Emisión original     | Emisión original        |
| Temporada | Temporada | Episodios | Episodios | Primera emisión      | Última emisión          |
| --------- | --------- | --------- | --------- | -------------------- | ----------------------- |
|           | 1         | 12        | 12        | 9 de octubre de 2005 | 25 de diciembre de 2005 |
|           | 2         | 53        | 53        | 1 de enero de 2006   | 31 de diciembre de 2006 |
|           | 3         | 52        | 52        | 7 de enero de 2007   | 30 de diciembre de 2007 |
|           | 4         | 52        | 52        | 6 de enero de 2008   | 28 de diciembre de 2008 |
|           | 5         | 52        | 52        | 3 de enero de 2009   | 27 de diciembre de 2009 |
|           | 6         | 52        | 52        | 3 de enero de 2010   | 26 de diciembre de 2010 |
|           | 7         | 52        | 52        | 2 de enero de 2011   | 25 de diciembre de 2011 |
|           | 8         | 53        | 53        | 1 de enero de 2012   | 30 de diciembre de 2012 |
|           | 9         | 52        | 52        | 6 de enero de 2013   | 29 de diciembre de 2013 |
|           | 10        | 51        | 51        | 5 de enero de 2014   | 28 de diciembre de 2014 |
|           | 11        | 52        | 52        | 4 de enero de 2015   | 27 de diciembre de 2015 |
|           | 12        | 52        | 52        | 3 de enero de 2016   | 25 de diciembre de 2016 |
|           | 13        | 53        | 53        | 1 de enero de 2017   | 31 de diciembre de 2017 |
|           | 14        | 52        | 52        | 7 de enero de 2018   | 30 de diciembre de 2018 |
|           | 15        | 52        | 52        | 6 de enero de 2019   | 29 de diciembre de 2019 |
|           | 16        | 51        | 51        | 5 de enero de 2020   | 27 de diciembre de 2020 |
|           | 17        | 52        | 52        | 3 de enero de 2021   | 26 de diciembre de 2021 |
|           | 18        | 52        | 52        | 2 de enero de 2022   | 25 de diciembre de 2022 |
|           | 19        | —         | —         | 1 de enero de 2023   | —                       |

## Logotipos
- 2005-presente: El logotipo consiste en un rectángulo con laterales circulares, con bordes dorados; dentro de él, las letras DíaD de color blanco y la primera D invertida horizontalmente.

## Recepción
En 2005, el programa obtuvo altos índices de audiencia, empatando a su rival El francotirador, de Jaime Bayly. Cuando se emitió la exclusiva entrevista a Magaly Medina, recluida en 2009, el programa superó en audiencia a otros dominicales con 14.2 puntos.
En 2009, generó controversia al obtener y difundir un informe sobre su estado de salud del fallecido estilista local Marco Antonio Gallego. Tras su emisión, los familiares del estilista demandaron a la reportera Maribel Toledo-Ocampo y el canal de televisión ATV por intrusión a la vida familiar. No obstante, el director periodístico, Álamo Pérez-Luna, permaneció en el cargo y justificó que la emisión «no se trata de un delito».
En 2012, el dominical rival Punto final reveló comunicaciones irregulares en las que el investigado Wilbur Castillo habría acordado con el periodista Carlos Orejuela manipular un reportaje. Posteriormente, el canal ATV lanzó un comunicado al respecto.
El dominical recibió críticas por la exposición mediática de las víctimas en eventos policiales. En 2016, Patricia Salinas criticó que mostraran el rostro de una niña que había sido víctima de abusos sexuales, algo que está prohibido por la Ley de Radio y Televisión. En 2025, el Observatorio de Medios, integrado por el Consejo Consultivo de Radio y Televisión y la Asociación de Comunicadores Sociales Calandria, criticó que el programa dominical emitiera otro reportaje que también infringía dicha ley. En él, señalaron que se había tratado «de manera morbosa y sensacionalista» a una supuesta víctima de agresión sexual para aparentemente revictimizarla.